# Paraleuctra ezoensis
Paraleuctra ezoensis is een steenvlieg uit de familie naaldsteenvliegen (Leuctridae). De wetenschappelijke naam van de soort is voor het eerst geldig gepubliceerd in 2000 door Shimizu.